# Hypertextkommentar zum Ausländerrecht
Der HTK-AuslR (Hypertextkommentar zum Ausländerrecht) ist ein juristischer Gesetzeskommentar in digitaler Form. Der Zugriff erfolgt über das Internet oder über das Intranet des Anwenders. Der HTK-AuslR wurde erstmals 1998 veröffentlicht und ist damit der bundesweit erste juristische Onlinekommentar. Der HTK-AuslR erscheint beim Neuen Medienverlag e.K. Der Kommentar wird hauptsächlich benutzt von Ausländerbehörden, Verwaltungsgerichten und Rechtsanwälten in Deutschland.

## Inhalt
Der HTK-AuslR beinhaltet in seiner Gesetzessammlung die Rechtsquellen des Ausländerrechts. Die Rechtsprechungssammlung stellt die von den Autoren zitierten Gerichtsentscheidungen zur Verfügung. Rechtsvorschriften, Gerichtsentscheidungen, Erläuterungen und Verwaltungsvorschriften sind jeweils über Hyperlinks wechselseitig verknüpft.
Im Kommentarteil werden neben den Bestimmungen des Gesetzes über den Aufenthalt, die Erwerbstätigkeit und die Integration von Ausländern im Bundesgebiet (Aufenthaltsgesetz – AufenthG), des  Gesetzes über die allgemeine Freizügigkeit von Unionsbürgern (Freizügigkeitsgesetz/EU – FreizügG/EU) die für den Aufenthalt von Ausländern in der Bundesrepublik Deutschland relevanten nationalen und europarechtlichen Vorschriften erläutert.

## Autoren
Der Erläuterungsteil wird bearbeitet von:
- Stefan Zeitler
- Wolfgang Armbruster
- Ansgar Fehrenbacher
- Michael Hoppe
- Christoph Sennekamp
- Jochen Zühlcke (seit 2010)
- Walter Krämer (bis 2010)